# نیروی هوایی سلطنتی کامبوج
نیروی هوایی سلطنتی کامبوج (خمر: កងទ័ពជើងអាកាស) نیروی هوایی زیرمجموعه نیروهای مسلح سلطنتی کامبوج است، که در سال ۱۹۵۳ تأسیس شد.

## سازماندهی
فرماندهی نیروی هوایی سلطنتی کامبوج بر عهده ژنرال سوونگ سامنانگ است که چهار معاونت در زیر دست خود دارد.نیروی هوایی خود زیر نظر وزارت دفاع ملی است.

## تجهیزات

### ناوگان سابق
در گذشته نیروی هوایی سلطنتی کامبوج دارای چند جنگنده میگ-۲۱ عملیاتی بود، از سال ۲۰۲۳ این ناوگان در فرودگاه بین‌المللی پنوم‌پن زمینگیر شده اند.

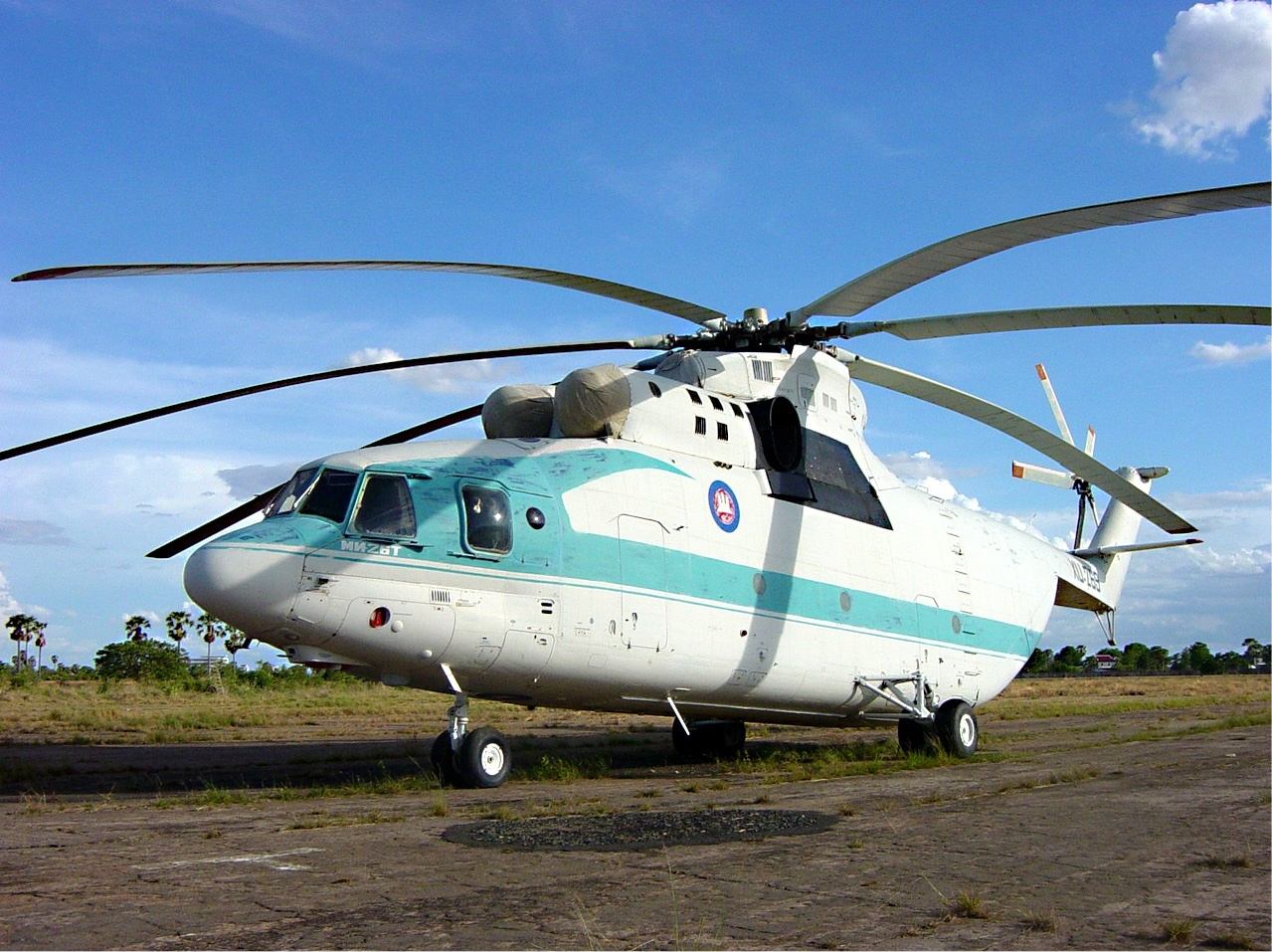
A former Mil Mi-26 Halo of the Royal Cambodian Air Force.

| هواگرد                  | مبدا ساخت          | ماموریت               | گونه    | تعداد در حال خدمت | توضیحات                                           |
| ترابری                  | ترابری             | ترابری                | ترابری  | ترابری            | ترابری                                            |
| ----------------------- | ------------------ | --------------------- | ------- | ----------------- | ------------------------------------------------- |
| ایرباس ای۳۲۰            | فرانسه             | VIP transport         |         | ۱                 |                                                   |
| شیان ام‌ای۶۰             | چین                | ترابری                |         | ۲                 |                                                   |
| هاربین وای-۱۲           | چین                | ترابری / چندمنظوره    |         | ۲                 |                                                   |
| بریتن-نورمن بی‌ان-۲      | بریتانیا           | ترابری                |         | ۲                 |                                                   |
| بالگردها                |                    |                       |         |                   |                                                   |
| میل می-۸                | اتحاد جماهیر شوروی | چندمنظوره             |         | ۹                 |                                                   |
| میل می-۱۷               | اتحاد جماهیر شوروی | چندمنظوره             |         | ۶                 |                                                   |
| هاربین زد-۹             | چین                | چندمنظوره             |         | ۱۲                | ۱ فروند در ۱۲ ژوئیه ۲۰۲۴ در یک حادثه از میان رفت. |
| یوروکوپتر ای‌اس۳۵۰       | فرانسه             | چندمنظوره             |         | ۴                 |                                                   |
| آگوستاوستلند ای‌دبلیو۱۰۹ | ایتالیا            | چندمنظوره             |         | ۲                 |                                                   |
| آموزشی                  |                    |                       |         |                   |                                                   |
| آئرو ال-۳۹              | چکسلواکی           | جت آموزشی / تهاجم سبک | ال-۳۹سی | ۶                 | از خدمت خارج شده است.                             |